# Ranunculus cupreus
Ranunculus cupreus ist eine Pflanzenart aus der Familie der Hahnenfußgewächse (Ranunculaceae).

## Beschreibung
Ranunculus cupreus ist ein ausdauernder Schaft-Hemikryptophyt, der Wuchshöhen von 4 bis 15 Zentimeter erreicht. Die Grundblätter sind zweifach dreischnittig und spärlich flaumelig. Die Kronblätter sind 7 bis 9 Millimeter groß und auf der Unterseite kupferfarben. Die Nüsschen sind 2,5 Millimeter groß, zusammengedrückt, glatt und kahl. Ihr Mittelteil ist verdickt und der Flügel ist breit und dünn. Der Schnabel ist sichelförmig und 1 Millimeter lang.
Die Blütezeit reicht von März bis Mai.

## Vorkommen
Ranunculus cupreus kommt im Bereich der südlichen Ägäis vor. Auf Kreta wächst die Art auf Felsen, in Phrygana und auf Schutthalden in Höhenlagen von 0 bis 2200 Meter.

## Belege
- Ralf Jahn, Peter Schönfelder: Exkursionsflora für Kreta. Mit Beiträgen von Alfred Mayer und Martin Scheuerer. Eugen Ulmer, Stuttgart (Hohenheim) 1995, ISBN 3-8001-3478-0, S. 101–102.